# Master/Slave
«Master/Slave» es una pista oculta que aparece en Ten, álbum debut de Pearl Jam. La canción aparece diez segundos después de la última canción "Release", pero también es contada como una pista más dentro del CD. De hecho es una canción que consta de dos partes, ya que abre y cierra el disco. La primera parte comienza al inicio del álbum, antes de que "Once" comience. No aparecen créditos para la canción en el interior del álbum, pero está acreditada a nombre de Eddie Vedder y Jeff Ament.
La canción, excepto las frases aleatorias e ininteligibles que canta Vedder, es por completo instrumental, con una línea dominante de bajo que persiste a lo largo de toda la canción, acompañada por algunos sonidos de guitarra y batería.
En la versión japonesa de Ten, lanzada en 1992, después de que termina "Release" le sigue "I've Got a Feeling", versión de The Beatles y al final aparece "Master/Slave" como una canción separada.
En 2002 el productor Rick Parashar, en una entrevista para la revista Guitar World, dijo: "Según recuerdo, creo que Jeff tenía algo así como una línea de bajo. La escuché y entonces comencé a colaborar desde el cuarto de control, comencé a programar los teclados y todo eso; mientras él improvisaba con eso y sólo un momento después apareció algo como la canción".